# Reprezentacja Meksyku w piłce ręcznej kobiet
Reprezentacja Meksyku w piłce ręcznej kobiet – narodowy zespół piłkarek ręcznych Meksyku. Reprezentuje swój kraj w rozgrywkach międzynarodowych.

## Turnieje

### Udział wmistrzostwach Ameryki
| Rok  | Wynik | Źródło |
| ---- | ----- | ------ |
| 1986 | –     |        |
| 1989 | 4.    |        |
| 1991 | –     |        |
| 1997 | 6.    |        |
| 1999 | –     |        |
| 2000 | 5.    |        |
| 2003 | –     |        |
| 2005 | –     |        |
| 2007 | 8.    |        |
| 2009 | 5.    |        |
| 2011 | 7.    |        |
| 2013 | 6.    |        |
| 2015 | 8.    |        |
| 2017 | –     |        |

### Udział wigrzyskach panamerykańskich
| Rok  | Wynik | Źródło |
| ---- | ----- | ------ |
| 1987 | –     |        |
| 1995 | –     |        |
| 1999 | –     |        |
| 2003 | 6.    |        |
| 2007 | 5.    |        |
| 2011 | 4.    |        |
| 2015 | 4.    |        |
| 2019 | –     |        |

### Udział wmistrzostwach Ameryki Północnej
| Rok  | Wynik | Źródło |
| ---- | ----- | ------ |
| 2019 | 6.    |        |
| 2021 | 3.    |        |
| 2023 | 3.    |        |